# سولفید تانتال (IV)
سولفید تانتال(IV) (به انگلیسی: Tantalum(IV) sulfide) با فرمول شیمیایی TaS۲ یک ترکیب شیمیایی است. که جرم مولی آن 245.08 g/mol می‌باشد. شکل ظاهری این ترکیب، بلورهای سیاه است.